# Uncaria donisii
Uncaria donisii är en måreväxtart som beskrevs av Ernest Marie Antoine Petit. Uncaria donisii ingår i släktet Uncaria och familjen måreväxter. Inga underarter finns listade i Catalogue of Life.